# Cantonul Brest-L'Hermitage-Gouesnou
Cantonul Brest-L'Hermitage-Gouesnou este un canton din arondismentul Brest, departamentul Finistère, regiunea Bretania, Franța.

## Comune
- Brest (parțial, reședință)
- Gouesnou